# Heinz Schilling (Historiker)
Heinz Alfred Schilling (* 23. Mai 1942 in Bergneustadt) ist ein deutscher Historiker mit dem Schwerpunkt Frühe Neuzeit.

## Leben
Heinz Schilling wurde als Sohn des Schreinermeisters Alfred Schilling und dessen Frau Frieda, geb. Dietz, in Bergneustadt im Oberbergischen Land geboren, wohin seine Mutter aus Köln evakuiert wurde. Von 1953 bis 1959 besuchte er die Städtische Realschule Köln-Ehrenfeld und anschließend die gymnasiale Aufbaustufe des Städtischen Neusprachlichen Gymnasiums Köln-Deutz, an der er im Herbst 1962 das Abitur ablegte. Nach einem Studium der Geschichte, Germanistik, Philosophie und Soziologie an der Universität zu Köln mit dem Staatsexamen für den höheren Lehrdienst als Abschluss, wurde er im Februar 1971 an der Universität Freiburg mit einer von Gottfried Schramm betreuten Untersuchung zur Sozial- und Religionsgeschichte niederländischer Exulanten promoviert (Zweitgutachter war Kaspar Elm). Von 1971 bis 1979 war Schilling als Assistent bzw. Hochschuldozent zunächst am Lehrstuhl für Mittelalterliche Geschichte, dann für Geschichte der Frühen Neuzeit an der neugegründeten Fakultät für Geschichtswissenschaft der Universität Bielefeld tätig, wo er sich 1977/1978 mit einer Fallstudie zur territorialen Gesellschafts- und Konfessionalisierungsgeschichte habilitierte (Gutachter Wolfgang Mager, Reinhart Koselleck und Bernd Moeller). Von 1979 bis 1982 lehrte er als ordentlicher Professor für die Geschichte der Frühen Neuzeit an der Universität Osnabrück und von 1982 bis 1992 an der Universität Gießen. 1992 folgte er dem Ruf auf den im Zuge der Neugründung des Instituts für Geschichtswissenschaften errichteten Lehrstuhl für Europäische Geschichte der Frühen Neuzeit an der Humboldt-Universität zu Berlin, den er bis zu seiner Emeritierung zum Ende des Sommersemesters 2010 bekleidete. Sein Nachfolger wurde Peter Burschel.
Neben der Lehr- und Forschungstätigkeit nahm Schilling Aufgaben im Wissenschaftsmanagement wahr, so namentlich als Vorsitzender für den Verein für Reformationsgeschichte (2001–2011) und als European Managing Editor für das Archiv für Reformationsgeschichte/Archive for Reformation History (1995–2012).
Er ist seit 1969 verheiratet und hat drei Kinder. Seit 2012 ist er als freier Sachbuchautor und Publizist tätig.

## Forschungsschwerpunkte
Seine Arbeitsschwerpunkte sind die vergleichende Geschichte Europas in der Frühen Neuzeit, die politische und kulturelle Identitätsbildung der europäischen Nationen, die deutsche Reichs- und Territorialgeschichte, Migration und Minderheiten in Alteuropa (Deutschland, England, Niederlande), Stadt und Bürgertum in der Frühen Neuzeit und im Übergang zur modernen Welt, die Geschichte der politischen Theorie, die Reformation und Konfessionalisierung, die Sozial- und Mentalitätsgeschichte des Calvinismus vom 16. bis 19. Jahrhundert sowie die frühneuzeitliche Modernisierung in Deutschland und den Niederlanden.
Aus dem breiten Feld seiner Forschungen gelten seine Arbeiten zur deutschen und europäischen Konfessionalisierung des späteren 16. und des 17. Jahrhunderts als besonders einflussreich, da sie beginnend mit der Habilitationsschrift von 1977 und seit Mitte der 1980er Jahre in Zusammenarbeit mit Wolfgang Reinhard, der von Beobachtungen aus dem katholischen Umfeld zu ähnlichen Ergebnissen kam, das sozial-, kirchen- und kulturgeschichtliche Paradigma der Konfessionalisierung entwickelten, das eine breite theoretisch-methodische Diskussion und zahlreiche Fallstudien anregte. Grundlagen waren unter anderem drei Symposien des Vereins für Reformationsgeschichte (VRG) zur reformiert-calvinistischen (1985), zur lutherischen (1988) und zur katholischen Konfessionalisierung, letzteres 1993 als Kooperation von VRG und der Gesellschaft zur Herausgabe des Corpus Catholicorum (CC) von Wolfgang Reinhard und Heinz Schilling gemeinsam organisiert. Schilling selbst hat das Thema in mehreren Arbeiten weiter entwickelt und in seine Darstellungen zur deutschen und europäischen Geschichte integriert, zuletzt in dem Essay Early Modern European Civilization und dem Handbuch der Geschichte der internationalen Beziehungen 1559–1660. Als Berater von Fernsehfilmen (1989 „Mitten in Europa“, Sat.1; 2009 „Wir Deutschen“, ZDF; 2017 „Die Luther Matrix“, ARD; 2017 „Zwischen Himmel und Hölle“, UFA/ZDF; 2017 „Das Luther-Tribunal“, ZDF) und historischen Ausstellungen bemüht sich Schilling um die Vermittlung zwischen Wissenschaft und Öffentlichkeit.

## Ehrungen und Mitgliedschaften
Für seine Forschungen wurden Schilling zahlreiche wissenschaftliche Ehrungen und Mitgliedschaften zugesprochen. Er ist Mitglied der Vereinigung für Verfassungsgeschichte, der Berlin-Brandenburgischen Akademie der Wissenschaften (1996), der Koninklijken Nederlandse Akademie van Wetenschappen (seit 2004), korrespondierendes Mitglied der British Academy (seit 2005) und Mitglied der Academia Europaea (seit 2005). Er wurde 2000 Chevalier dans l´Ordre des Palmes Académiques. Ihm wurden Ehrendoktorwürden der Theologischen Fakultät der Universität Göttingen (2009), der Universita degli studi di Trento (2014) und der Univerzity v Presove (2017) verliehen. Er wurde 2002 mit dem A.H.-Heineken-Preis für Geschichte der Königlich-Niederländischen Akademie der Wissenschaften ausgezeichnet. Er war 2003/04 Fellow des Netherlands Institute for Advanced Study (NIAS) und 2004/05 Stipendiat des Historischen Kollegs in München.

## Schriften (Auswahl)
Monographien
- Niederländische Exulanten im 16. Jahrhundert. Ihre Stellung im Sozialgefüge und im religiösen Leben deutscher und englischer Städte. Mohn, Gütersloh 1972 (Zugl.: Freiburg (Breisgau), Univ., Diss., 1971).
- Konfessionskonflikt und Staatsbildung. Eine Fallstudie über das Verhältnis von religiösem und sozialem Wandel in der Frühneuzeit am Beispiel der Grafschaft Lippe (= Quellen und Forschungen zur Reformationsgeschichte. Bd. 48). Mohn, Gütersloh 1981 (Teilw. zugl.: Bielefeld, Univ., Habil.-Schr., 1978).
- mit Hartmut Boockmann, Hagen Schulze, Michael Stürmer: Mitten in Europa – Deutsche Geschichte. Siedler, Berlin 1984.
- Aufbruch und Krise. Deutschland 1517–1648. Siedler, Berlin 1988.
- Höfe und Allianzen. Deutschland 1648–1763. Siedler, Berlin 1989.
- Civic Calvinism in Northwestern Germany and the Netherlands. Sixteenth to Nineteenth Centuries (= Sixteenth Century Essays and Studies. Vol. 17). Sixteenth Century Journal Publisher, Kirksville (Missouri) 1991, ISBN 0-940474-18-2.
- Religion, Political Culture and the Emergence of Early Modern Society. Essays in German and Dutch History. Brill, Leiden 1992.
- Die Stadt in der frühen Neuzeit (= Enzyklopädie deutscher Geschichte. Bd. 24). 3., um einen Nachtrag erweiterte Auflage. De Gruyter Oldenbourg, Berlin u. a. 2015, ISBN 3-11-039963-6.
- Die neue Zeit. Vom Christenheitseuropa zum Europa der Staaten. 1250 bis 1750 (= Siedler Geschichte Europas. Bd. 3). Siedler, Berlin 1999, ISBN 3-88680-440-2.
- Konfessionalisierung und Staatsinteressen. Internationale Beziehungen 1559–1660 (= Handbuch der Geschichte der internationalen Beziehungen. Bd. 2). Schöningh, Paderborn u. a. 2007, ISBN 978-3-506-73722-9.
- Early Modern European Civilization and Its Political and Cultural Dynamism. University Press of New England, Hanover 2008.
- mit Jerzy Kałążny, Hubert Orłowski: Konfesjonalizacja. Kościół i państwo w Europie doby przednowoczesnej (= Poznańska Biblioteka Niemiecka. Bd. 32). Wydawnictwo Poznańskie, Poznań 2010.
- Martin Luther. Rebell in einer Zeit des Umbruchs. Eine Biographie. Beck, München 2012, ISBN 978-3-406-63741-4[2] (Übersetzungen ins Französische, Italienische, Dänische, Norwegische, Englische, Slowakische, Polnische, Russische, Türkische).
- 1517. Weltgeschichte eines Jahres. Beck, München 2017, ISBN 978-3-406-70069-9 (Übersetzung ins Italienische).
- mit Sylvana Seidel Menchi: The Protestant Reformation in a Context of Global History. Religious Reforms and World Civilizations. Duncker und Humblot, Berlin/Bologna 2017, ISBN 978-3-428-15322-0.
- Karl V. Der Kaiser, dem die Welt zerbrach. Beck, München 2020, ISBN 978-3-406-74899-8.
- Das Christentum und die Entstehung des modernen Europa. Aufbruch in die Welt von heute. Herder, Freiburg im Breisgau 2022, ISBN 978-3-451-38544-5.
- 1517. Weltgeschichte eines Jahres. Beck, München 2023, ISBN 978-3-406-79957-0.

Aufsatzsammlung
- Ausgewählte Abhandlungen zur europäischen Reformations- und Konfessionsgeschichte (= Historische Forschungen. Bd. 75). Duncker und Humblot, Berlin 2002, ISBN 978-3-428-10865-7.

Quellenedition
- Die Kirchenratsprotokolle der Reformierten Gemeinde Emden 1557–1620. Böhlau, Köln/Wien 1989.

Herausgeberschaften
- Konfessioneller Fundamentalismus. Religion als politischer Faktor im europäischen Mächtesystem um 1600 (= Schriften des Historischen Kollegs. Kolloquien. Bd. 70). Oldenbourg, München 2007, ISBN 978-3-486-58150-8 (Digitalisat [PDF; 16,0 MB]).
- Der Reformator Martin Luther 2017. Eine wissenschaftliche und gedenkpolitische Bestandsaufnahme (= Schriften des Historischen Kollegs. Kolloquien. Bd. 92). Oldenbourg, München 2014, ISBN 978-3-11-037447-6 (Digitalisat [PDF; 4,8 MB]).